# 1691 en littérature
| Années de la littérature : 1688 - 1689 - 1690 - 1691 - 1692 - 1693 - 1694    |
| Décennies de la littérature : 1660 - 1670 - 1680 - 1690 - 1700 - 1710 - 1720 |

Cet article présente les faits marquants de l'année 1691 en littérature.

## Événements
- 17 mars : premier numéro de The Athenian Mercury, hebdomadaire rédigé par John Dunton et les membres de l' « Athenian Society » publié jusqu'au 14 juin 1697[1].

- 5 mai : Fontenelle, élu le 23 avril, est reçu à l’Académie française[2].
- 25 août : lecture à l’Académie française de la nouvelle en vers de Charles Perrault La Marquise de Salusses ou la Patience de Griselidis. Elle est publiée dans le Mercure Galant de septembre[3].
- 28 octobre : les maîtres de philosophie appartenant aux différents collèges de l’Université de Paris, réunis au collège du cardinal Lemoine, prennent l’engagement de ne pas enseigner la philosophie de Descartes dans leurs établissements[4].

- La Bibliothèque Mazarine, transférée au Collège des Quatre-Nations, est de nouveau ouverte au public. Elle compte alors 30 000 volumes[5].
- Respuesta a Sor Filotea de la Cruz (« Réponse à Sœur Philotée de la Croix ») lettre de la religieuse mexicaine Juana Inés de la Cruz qui revendique le droit des femmes à l’accès à l’éducation et aux études[6].

## Parutions
- Adrien Baillet, La vie de monsieur Descartes, vol. 1, Paris, Daniel Horthemels, 1691 (présentation en ligne) et Vol. 2.
- Maximilien Misson, Nouveau Voyage d'Italie, vol. 1, La Haye, chez Henri van Bulderen, 1691 (présentation en ligne).
- Gerard Langbaine, An Account of the English Dramatic Poets, Oxford, George West and Henry Clements, 1691 (présentation en ligne).